# Piesze szlaki turystyczne w Poznaniu
Piesze szlaki turystyczne w Poznaniu – wykaz szlaków na terenie Poznania.

## Charakterystyka
Na terenie Poznania znajduje się sieć znakowanych, pieszych szlaków turystycznych. Prowadzą one poprzez atrakcyjne turystycznie, przyrodniczo i krajobrazowo tereny w mieście, często wybiegając w jego okolice. Umożliwiają przede wszystkim eksplorację cennych terenów leśnych i miejskich akwenów, zapoznają z zabytkami w peryferyjnych dzielnicach, a także stwarzają okazję do podziwiania nietypowych panoram miasta z obszarów wyżej położonych, przede wszystkim w północnej części Poznania. 

## Piesze szlaki turystyczne przebiegające w granicach Poznania
(kursywą oznaczono przebieg szlaku poza granicami miasta)
- Wielkopolska Droga św. Jakuba

- nr 3585 (dworzec autobusowy Jana III Sobieskiego (Piątkowo) → Góra Moraska → rezerwat przyrody Meteoryt Morasko → Morasko → Umultowo → Huby Moraskie → Kampus Morasko (stawy przy kampusie) → dolina Różanego Potoku → os. Stefana Batorego (przystanek autobusowy "os. Batorego II"), dł. 11,3 km)

- nr 3574 (Nowa Wieś (Swarzędz) → lasy koło Michałowa → dolina Michałówki → Spławie (przystanek autobusowy linii 54), dł. 6,8 km)

- nr 3573 (dł. 6,7 km) → Marlewo (przystanek autobusowy Ożarowska n/ż linii 58) → północny skraj Babek → dolina Głuszynki → Daszewice → Sypniewo (pętla autobusowa linii 58),

- nr 3575 (dł. 7,1 km) → Darzybór (przystanek autobusowy linii 55) → lasy koło Michałowa → dolina Michałówki → Tulce,

- nr 3572 (dł. 13,5 km) → Golęcin (dawna pętla autobusowa i tramwajowa, przystanek autobusowy linii 60, 64 i 95) → Lasek Golęciński → jezioro Rusałka → dolina Bogdanki, Strumienia Golęcińskiego i Strzeszyńskiego → Stawy Strzeszyńskie → Strzeszynek → jezioro Strzeszyńskie → Psarskie → jezioro Kierskie → Krzyżowniki (pętla autobusowa linii 61 i przystanek linii 86),

- Ścieżka przyrodniczo-leśna w Lesie Marcelińskim - dwa warianty o długości 2,1 oraz 2,9 km (nietypowe oznakowanie w postaci zielonego trójkąta na białym tle),

- Poznawcze Szlaki Rekreacyjno-Turystyczne Leśnictwa Antoninek - system pięciu szlaków pieszych we wschodnim klinie zieleni.

## Oznakowanie szlaków w terenie

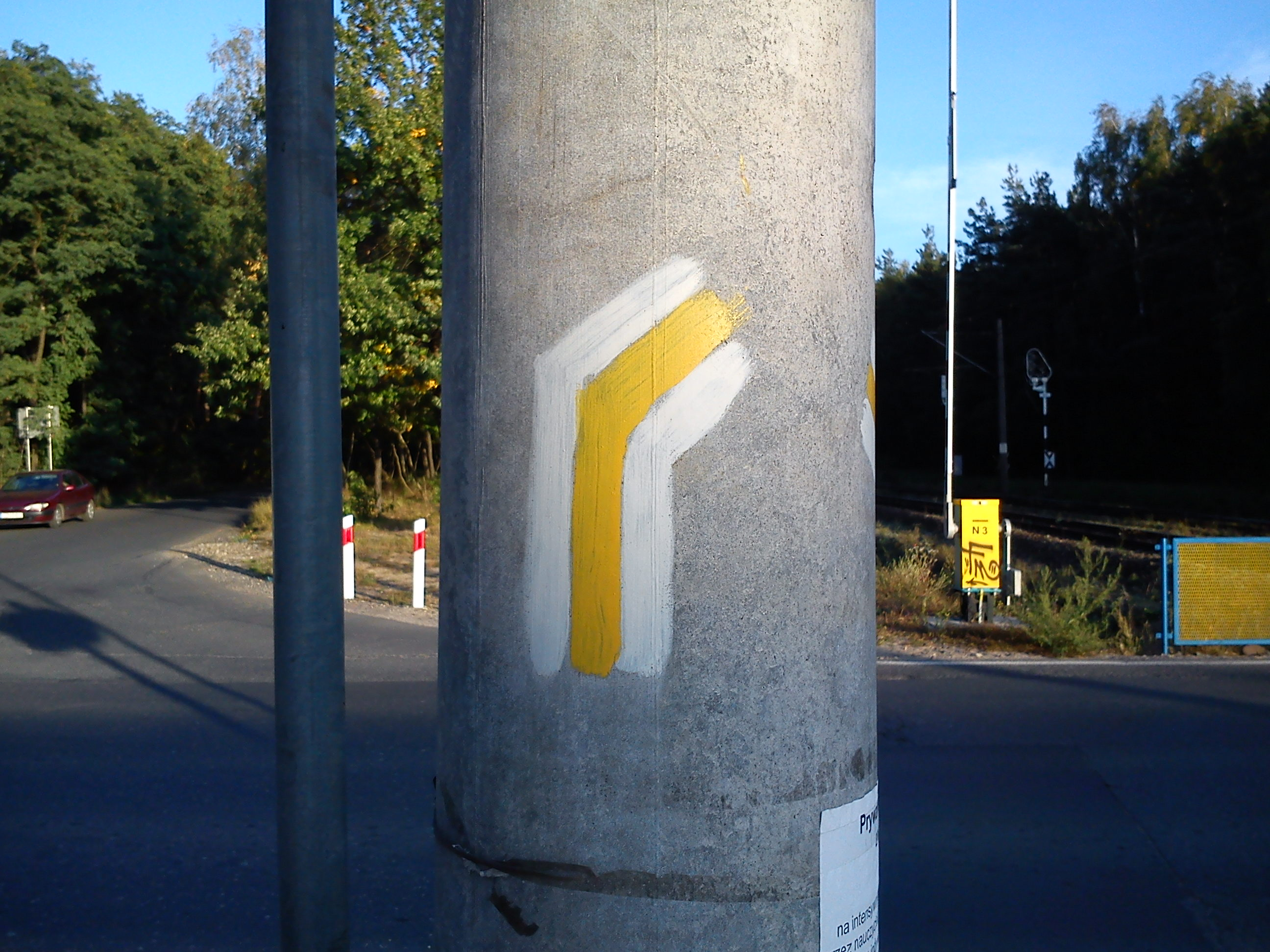
Oznakowanie szlaku do Rezerwatu Meteorytów przy przejeździe kolejowo-drogowym na poznańskiej kolei obwodowej w ciągu ul. Umultowskiej
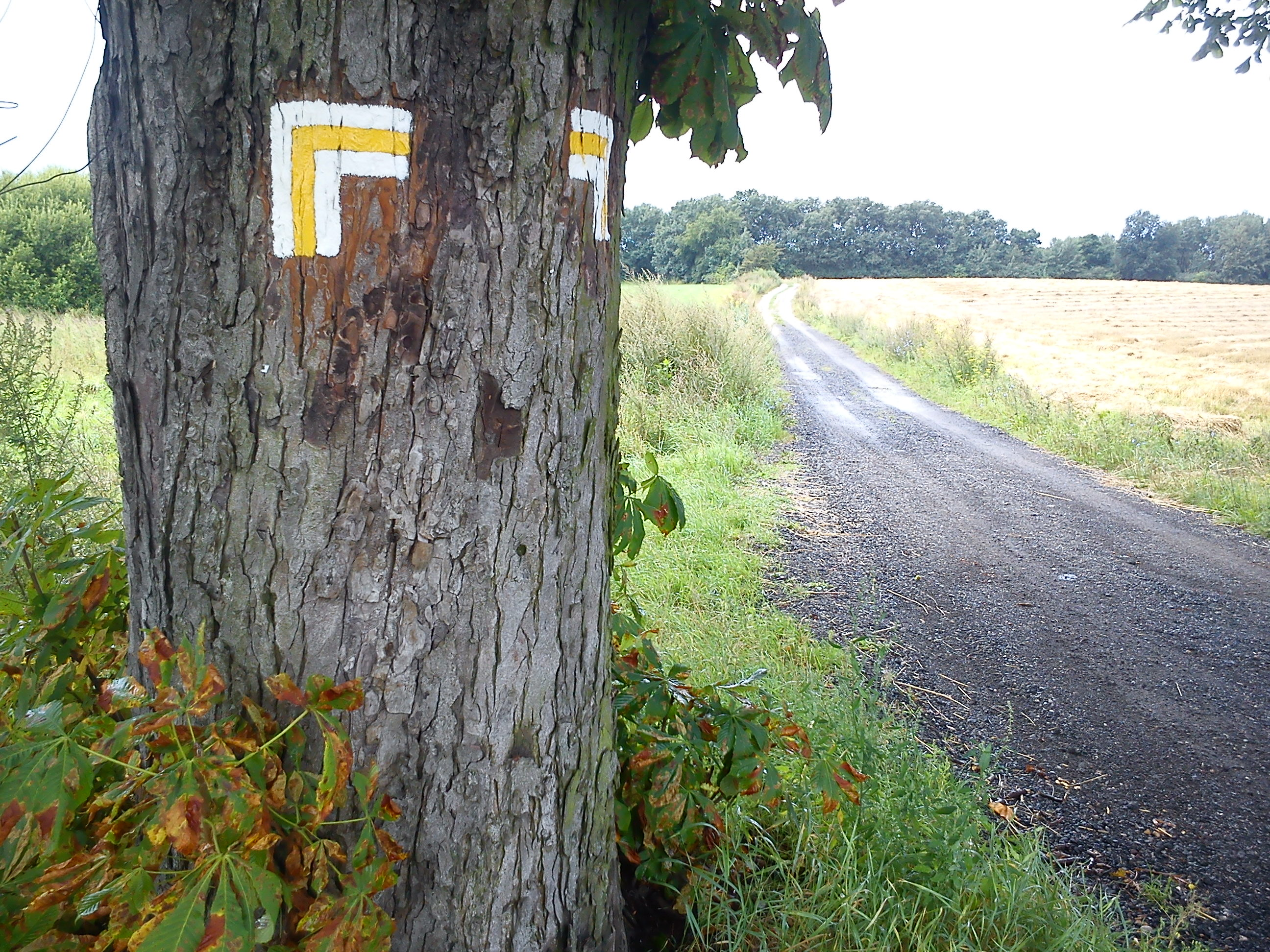
Oznakowanie szlaku do Rezerwatu Meteorytów przy ul. Rumiankowej róg Lewandowskiego na Umultowie
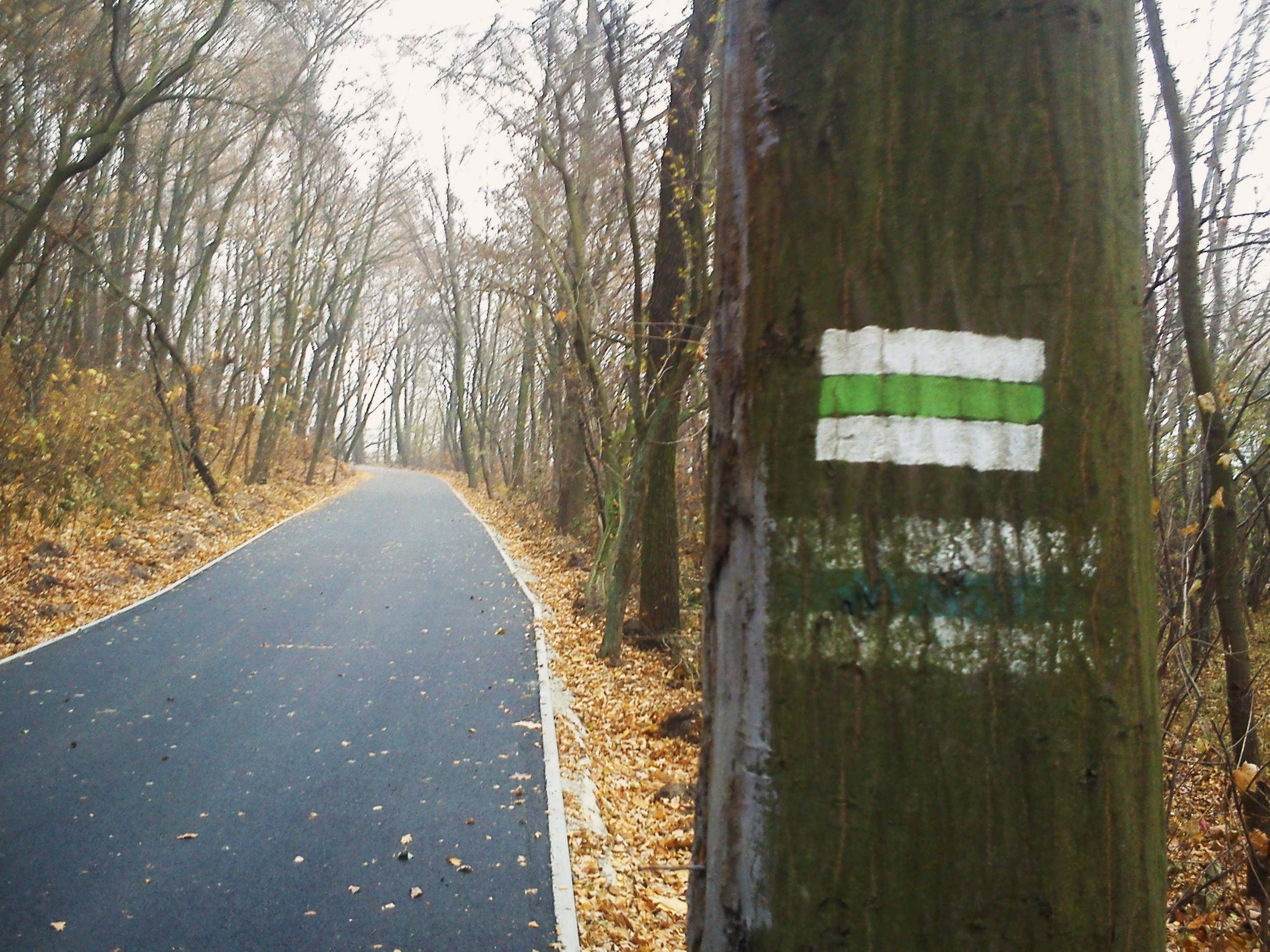
Szlak  nr 3572 nad jeziorem Kierskim
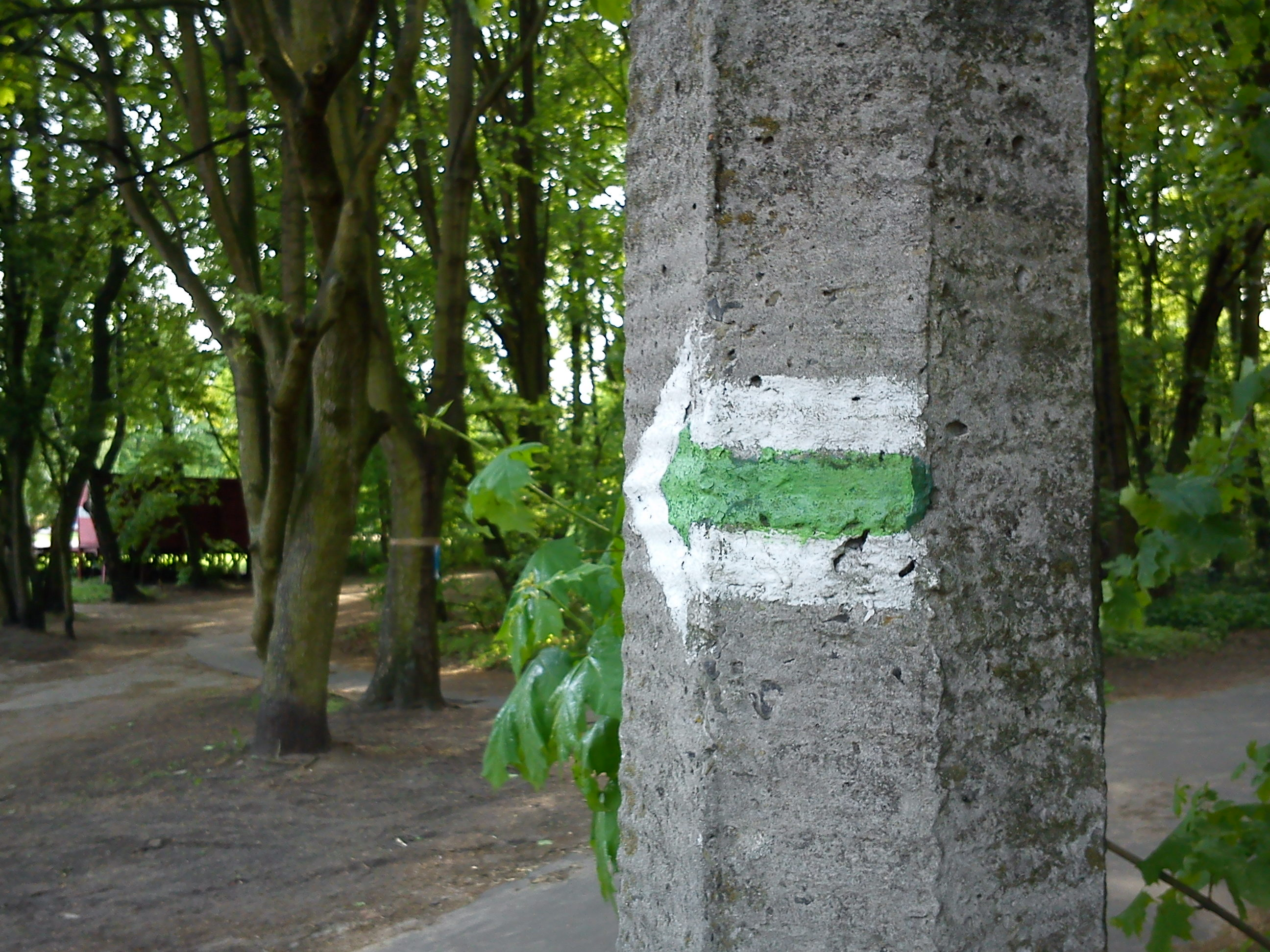
Szlak  nr 3572 nad Rusałką
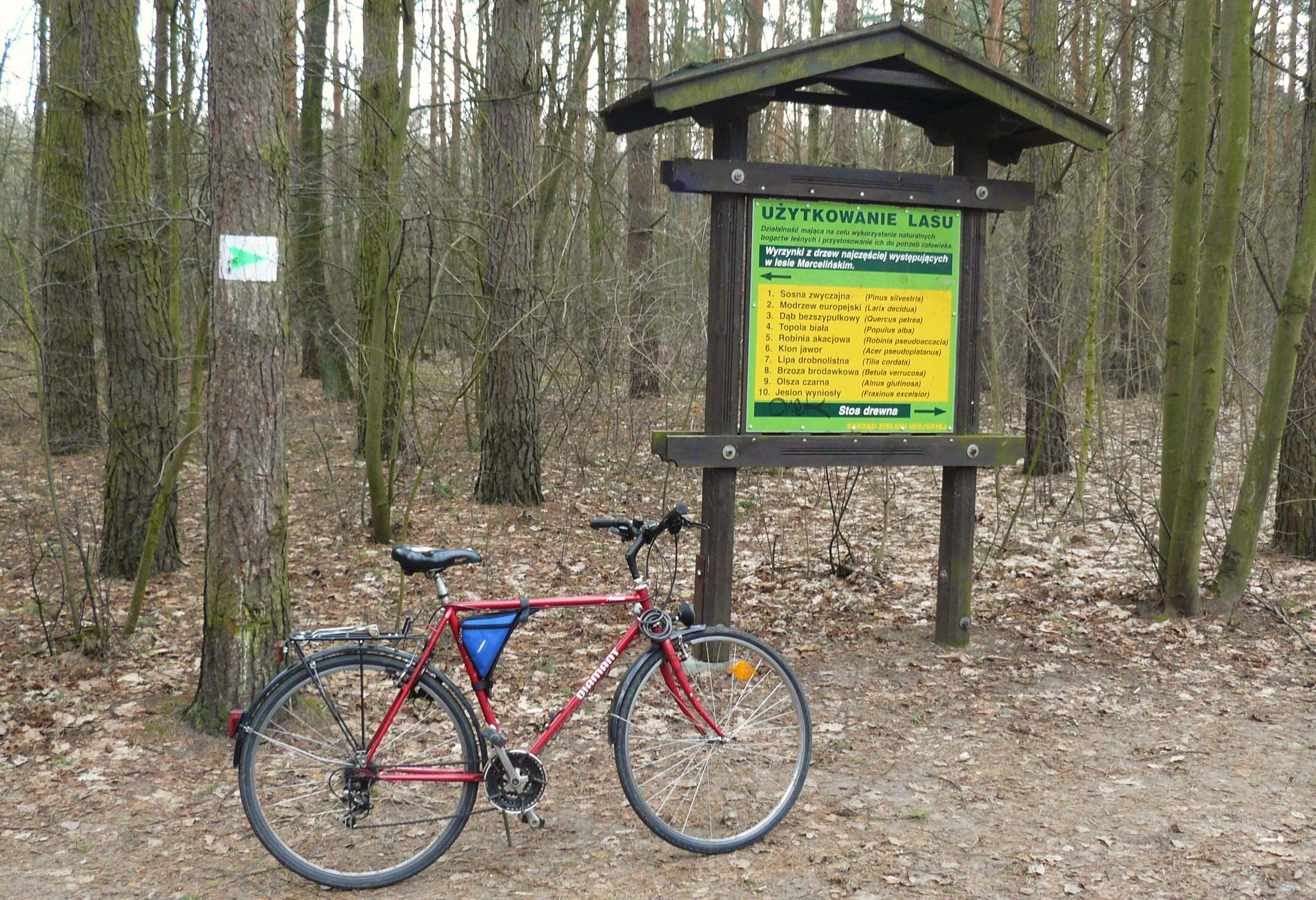
Ścieżka marcelińska - nietypowe oznakowanie i tablica informacyjna
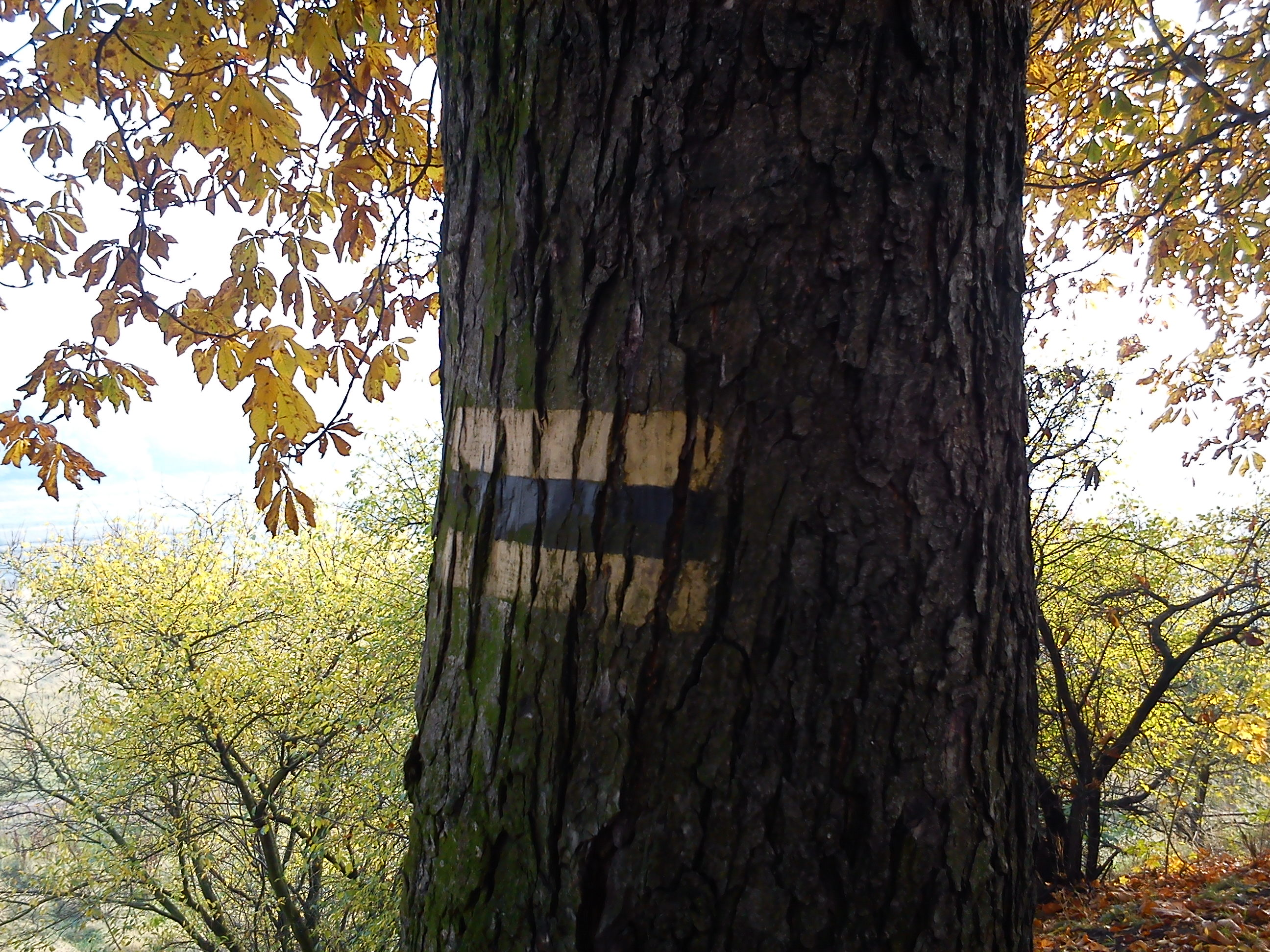
Oznaczenie nieistniejącego szlaku przy Moście św. Rocha